# 73-as főút (Magyarország)
A 73-as számú főút a Balaton északi partján haladó 71-es utat köti össze a 8-as úttal. A Balaton-felvidék egyik legfontosabb főútja, amely a Nosztori-völgyön át köti össze a megyeszékhelyt a Balaton partjával.
Hossza 13 km.

## Fekvése
Az út Csopakon kezdődik a 71-es út elágazásaként, nem sokkal annak 36. kilométere előtt. Észak felé halad, még Csopakon keresztezi a Római útként emlegetett közlekedési útvonalat (itt a 7221-es számot viseli). Hamarosan kilép Csopak házai közül, majd a domborzati viszonyok miatt több iránytörés éri, mialatt a Nosztori-völgyön keresztülhalad. 6,5 kilométere körül betorkollik (veszprémfajszi területen) a 7302-es út Veszprémfajsz központja és Nemesvámos felől, utána alig 100 méterrel arréb leágazik a déli irányba egyirányú 73 801-es út, amely az előbb említett mellékútra hordja rá a forgalmat. 11. kilométere körül (már veszprémi területen) beletorkollik a Felsőörs-Lovas-Alsóörs felől érkező 7219-es út, kevéssel 10 kilométer előtt. A 8-as főút Veszprémet délről elkerülő szakaszába csatlakozik. Utolsó 2,5 kilométeres szakasza 2×2 forgalmi sávos. Korábban, amíg a 8-as átvezetett a városon, a 73-as a városközpontban ért véget, amely napjainkban önkormányzati út.

## Települések az út mentén
- Csopak
- Paloznak (külterület)
- Veszprémfajsz (külterület)
- Veszprém